# شيس ميليغان
شيس ميليغان (بالإنجليزية: Chic Milligan)‏ (26 يوليو 1930 في المملكة المتحدة - ) هو لاعب كرة قدم بريطاني في مركز الدفاع. لعب مع كولتشستر يونايتد.